# جبن، سورسوگون
جبن، سورسوگون (به لاتین: Juban) یک منطقهٔ مسکونی در فیلیپین است که در سورسوگون واقع شده‌است. جبن ۱۲۱٫۴۹ کیلومتر مربع مساحت و ۳۰٬۳۳۵ نفر جمعیت دارد.